# هوپدیل (ماساچوست)
هوپدیل، ماساچوست
هوپدیل (به انگلیسی: Hopedale) شهرکی در شهرستان ورچستر ایالت ماساچوست می‌باشد که در سال ۱۸۸۶ بنیان‌گذاری شده‌است. این شهرک در سرشماری سال ۲۰۱۰ میلادی، ۵٬۹۱۱ نفر جمعیت داشته‌است.